# Marseille Europort
Der Marseille Europort (neue Eigenbezeichnung und die Erweiterung des autonomen Hafens von Marseille – Port autonome de Marseille) ist der Hafen der Stadt Marseille in Frankreich.
Marseille Europort ist nicht zu verwechseln mit dem bekannteren Europoort, einem Teil des Hafens von Rotterdam.

## Geschichte
Im Jahr 1844 errichtet löste er den Alten Hafen der Stadt Marseille in seiner Hauptfunktion ab, die Schifffahrt auf der Rhone und dem Mittelmeer zu verknüpfen. Der Betrieb des Hafens begann am Bassin de la Joliette, das inzwischen nur noch als Fährterminal genutzt wird bzw. zum Geschäftsviertel umgewidmet wurde und zog sich, der Erweiterung der Stadt folgend, allmählich weiter nach Norden. Der Port autonome de Marseille reicht inzwischen von der Stadtmitte bis zum Étang de Berre und dem Becken von Fos-sur-Mer. Autonom deshalb, weil er als staatliche Einrichtung der Verwaltung durch die Kommune entzogen ist (seit 2008 gibt es als Nachfolgeregelung den Status eines „grand port maritime“).
Bedeutende einzelne Anlagen waren bzw. sind der
- Port-Saint-Louis-du-Rhône (historisch)
- Port-de-Fos in Fos-sur-Mer (u. a. Containerhafen, Ölhafen)
- Port-de-Bouc
- Étang de Berre (verschiedene Terminals, am Ostrand der Flughafen)

## Bedeutung

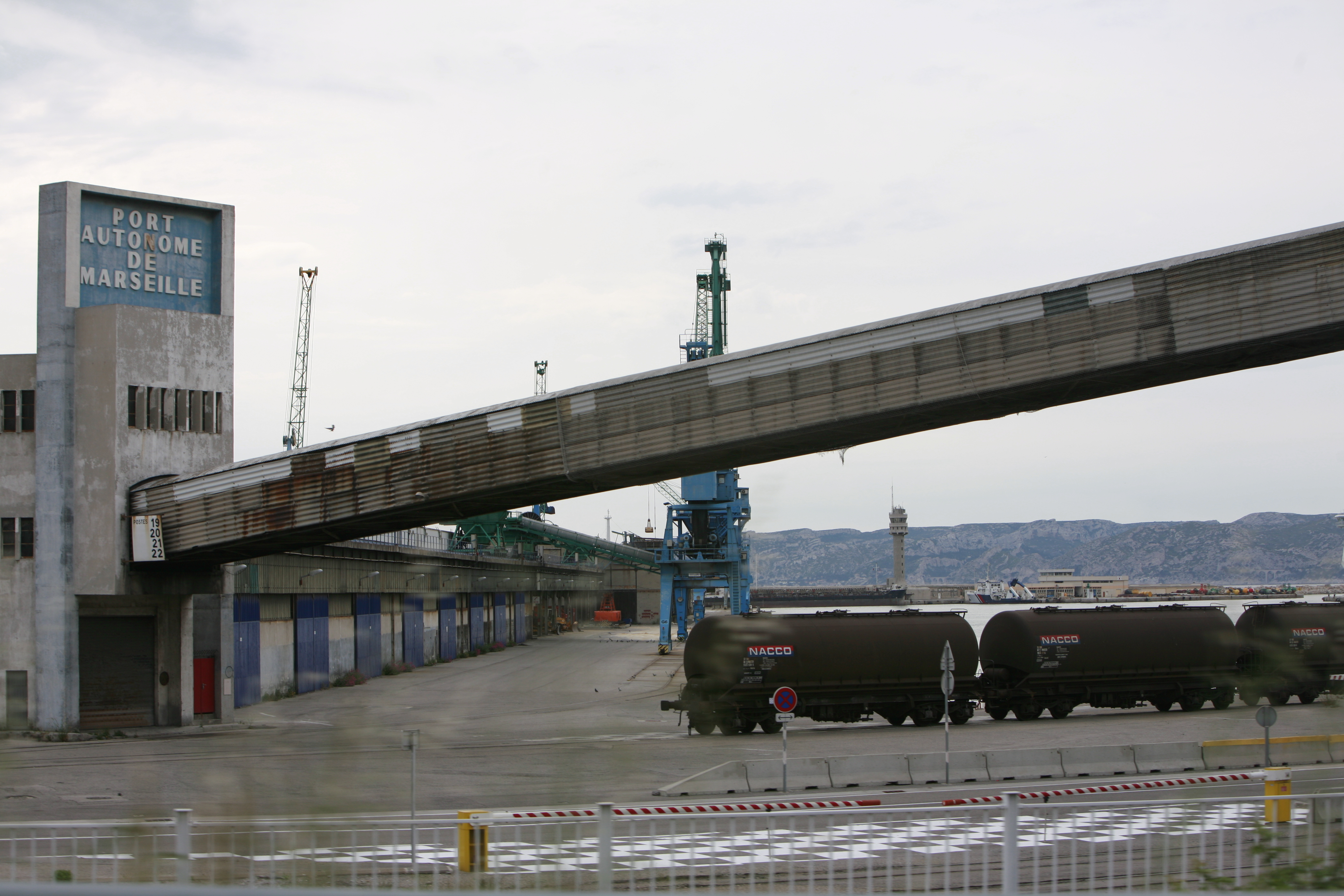
Hafen Marseille

Der Hafen ist nach Rotterdam, Antwerpen und Hamburg viertgrößter Hafen Europas und dem Umschlag nach größter im Mittelmeer. Hier wurden im Jahr 2016 insgesamt rund 81 Millionen Tonnen Güter umgeschlagen, davon 12,9 Mio. t Massengut. Die Zahl der umgeschlagenen Container lag im Jahr 2017 bei 1,4 Millionen TEU (2016: 1,25 Mio. TEU).
Zu seinem Hinterland als Hafen zählen neben der Region auch Lyon und die Industrie im Rhônetal, über die Südeuropäische Ölpipeline (SEPL) auch die Raffinerien in Reichstett (Elsass), Cressier (CH) und Karlsruhe (D).
Wirtschaftliche Rivalen im Schiffsverkehr sind vor allem Barcelona, Genua, Rotterdam, aber wegen der weltweit zunehmenden Bedeutung des Containerumschlags auch der kleine italienische Ort Gioia Tauro an der Straße von Messina.

## Fährverbindungen
Vom Hafen von Marseille aus gibt es zahlreiche Fährverbindungen zu den Maghreb Staaten, in Nordafrika, sowie Subventionierte Relationen nach Korsika, in frühere wurden auch Verbindungen nach Sardinien angeboten.  

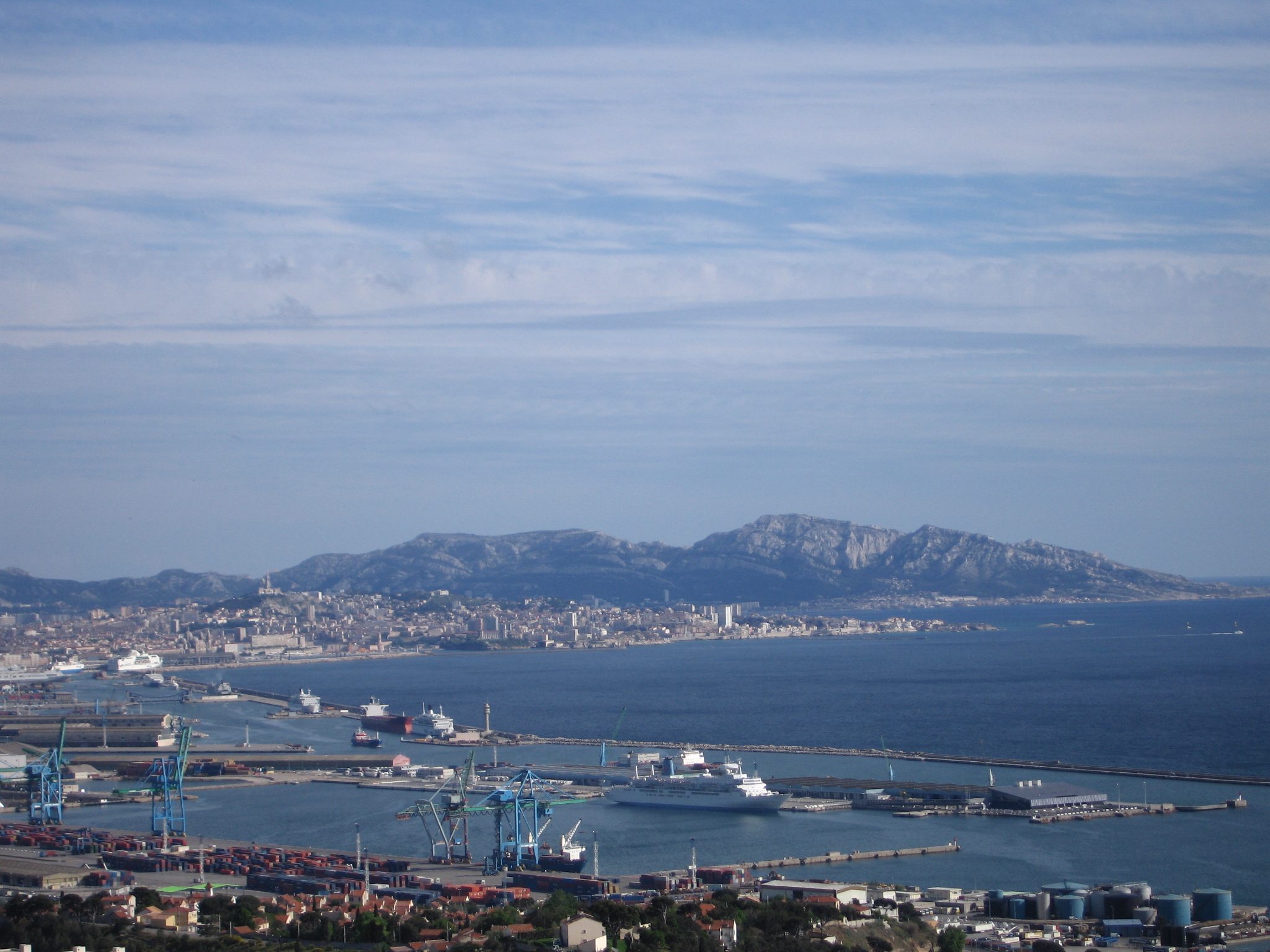
Blick über den Hafen in östlicher Richtung

| Zielhafen          | Fahrzeit          | Betreiber                                              |
| Marseille-Korsika  | Marseille-Korsika | Marseille-Korsika                                      |
| ------------------ | ----------------- | ------------------------------------------------------ |
| Ajaccio            | 12 h 45 min       | La Méridionale & Corsica Linea                         |
| Bastia             | 13                | Corsica Linea                                          |
| L’Île-Rousse       | 12 h 15 min       | Corsica Linea                                          |
| Porto Vecchio      | 14 h              | La Méridionale                                         |
| Propriano          | 13 h              | Corsica Linea                                          |
| Marseille-Algerien |                   |                                                        |
| Algiers            | 21 h              | Algérie Ferries, Corsica Linea & Nouris Elbahr Ferries |
| Annabà             |                   | Algérie Ferries                                        |
| Bejaia             | 22 h              | Algérie Ferries & Corsica Linea                        |
| Oran               | 27 h              | Algérie Ferries                                        |
| Skikda             | 21 h              | Algérie Ferries & Corsica Linea                        |
| Marseille-Marokko  |                   |                                                        |
| Nador              | 42 h              | La Méridionale                                         |
| Tanger             | 42 h              | La Méridionale                                         |
| Marseille-Tunesien |                   |                                                        |
| Tunis              | 21 h              | CTN & Corsica Linea                                    |
| Zarzis             | 36 h              | CTN                                                    |

## Lage
Marseille liegt auf der linken Uferseite der Rhone (Grand-Rhône) und ihrer Hauptmündung am Nordufer des Mittelmeers. Da die Rhônemündung für Schiffe nicht befahrbar ist, wurden Häfen für den Umschlag von Binnen- und Seeschifffahrt benötigt. Marseille selbst bot einen weiten Naturhafen, an dessen nordöstlichem Ende die Altstadt liegt. Einen Gesamteindruck erhält man von Land aus, wenn man auf der Autobahn A 55 an der Küstenstraße nach Marseille hinein fährt. Vorgelagert sind die Îles d’Frioul mit ihrer Freizeit-Marina (zunächst Quarantänehafen Dieudonné, heute Port Frioul). 
Westlich der Stadt ist die flache Landschaft im Mündungsdelta der Rhône von Brackwassersümpfen geprägt, die der Camargue auf der anderen Rhôneseite entsprechen. Dort befindet sich der Golf von Fos-sur-Mer direkt an der Rhônemündung. Im nördlichen und östlichen Teil des Golfes wurden bedeutende Hafen- und Industrieanlagen errichtet.
Benachbarter Hafen ist im Osten der Kleinstadt La Ciotat, auch Teil der Verwaltungsgemeinschaft Communauté urbaine Marseille Provence Métropole (30 km). Etwas weiter folgt der französische Militärhafen Toulon (70 km).